# Мусиенко, Николай Васильевич
Николай Константинович Мусиенко (род. 16 декабря 1959 года) — советский спортсмен-легкоатлет, специализировался в тройном прыжке. Экс-рекордсмен Европы.

## Биография

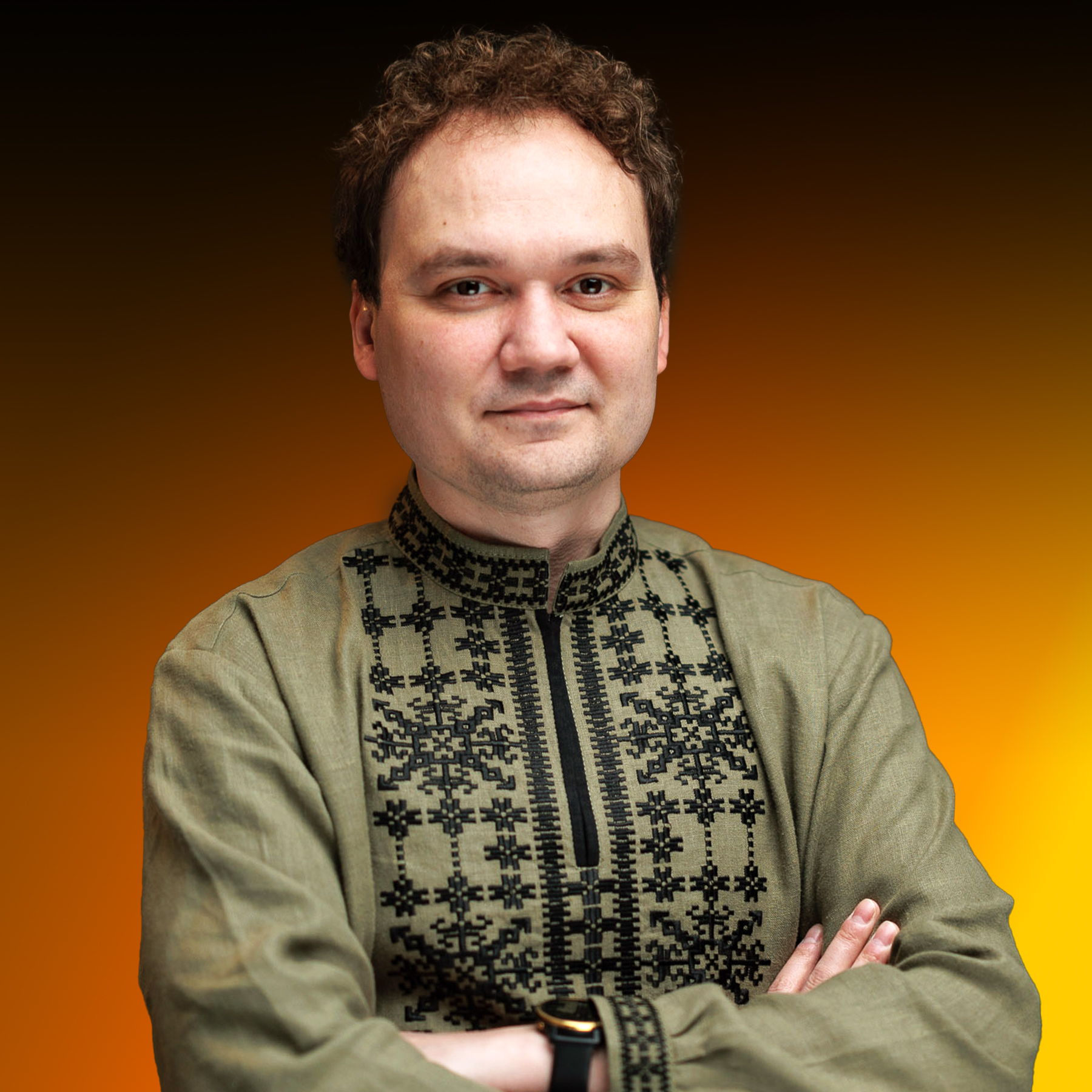
Николай Мусиенко устанавливает европейский рекорд

Воспитанник Днепропетровской школы легкой атлетики.
7 июня 1986 года на легкоатлетическом турнире «Мемориал братьев Знаменских», проходившем в Ленинграде, установил рекорд Европы (17,78 м).
Чемпион СССР (в помещении) 1982 и 1986 годов.